# نائوکونی نامورا
نائوکونی نامورا (انگلیسی: Naokuni Nomura; ۱۵ مهٔ ۱۸۸۵ – ۱۲ دسامبر ۱۹۷۳) دریابد در نیروی دریایی امپراتوری ژاپن بود.